# Rue Léon Mignon (Liège)
Pour les articles homonymes, voir Rue Léon Mignon et Mignon (homonymie).
La rue Léon Mignon est une rue liégeoise qui va du carrefour de la rue des Bons Enfants et du square Léon Léonard au carrefour de la rue Saint-Séverin et de la rue Hocheporte.

## Origine du nom
Depuis 1900, la rue porte le nom du sculpteur belge Léon Mignon né à Liège le 9 avril 1847 et décédé à Schaerbeek le 30 septembre 1898.
Une rue Léon Mignon existe également à Schaerbeek.

## Situation et accès
Il s'agit d'une rue à sens unique, accessible uniquement par la rue Saint-Séverin, mais à double sens pour les cyclistes (Sul).

## Bâtiments remarquables et lieux de mémoire
- n° 2 : École d'armurerie Léon Mignon

### Architecture
La rue Léon Mignon présente un ensemble homogène de maisons caractéristiques de l'architecture Art nouveau à Liège, dont une belle séquence de maisons de l'architecte Joseph Nusbaum.

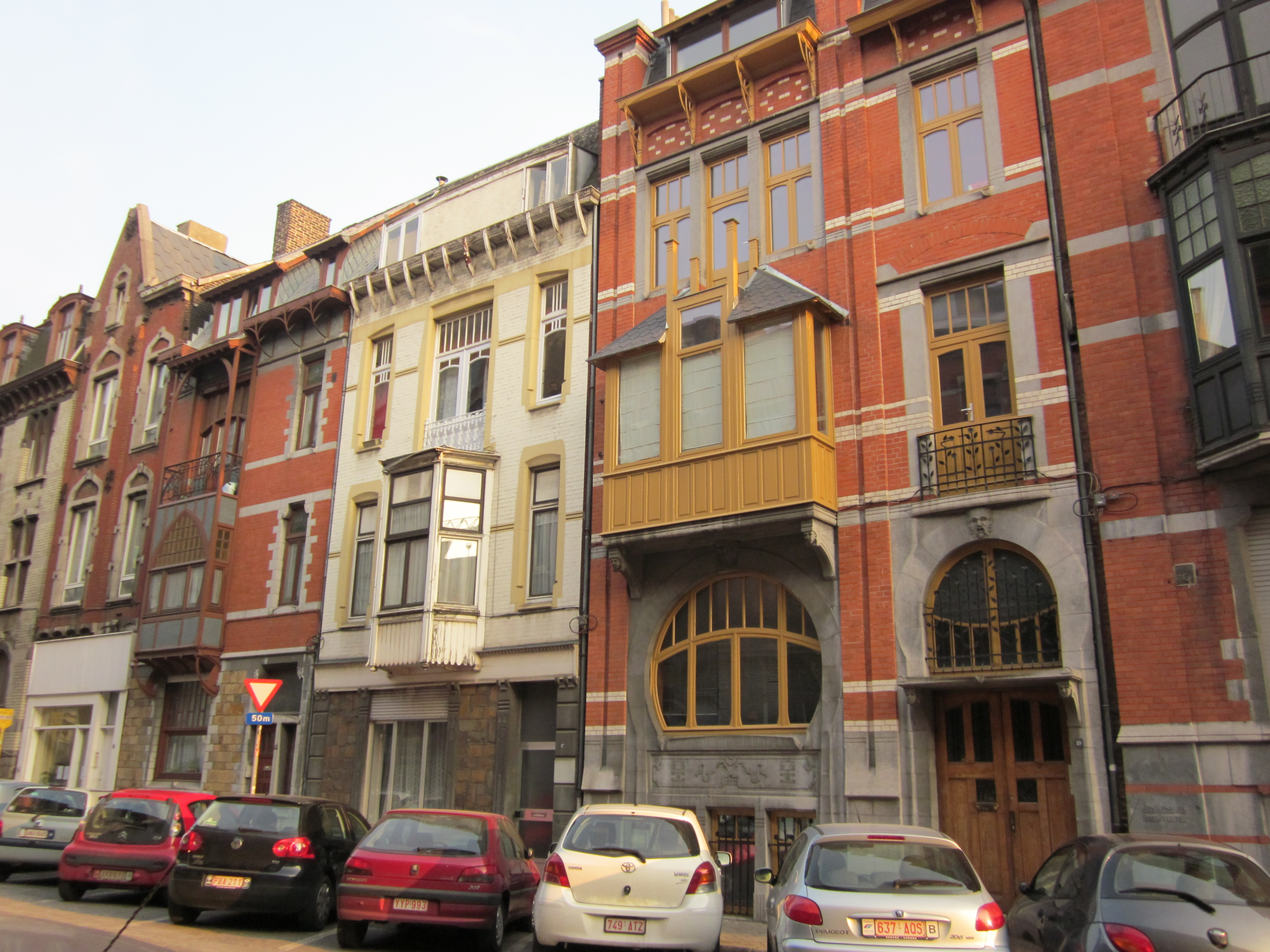
La séquence Nusbaum

- architecte Joseph Nusbaum : n° 11, 13, 15, 17, 19, 21 (séquence Nusbaum).